# Sluitring (fietsonderdeel)

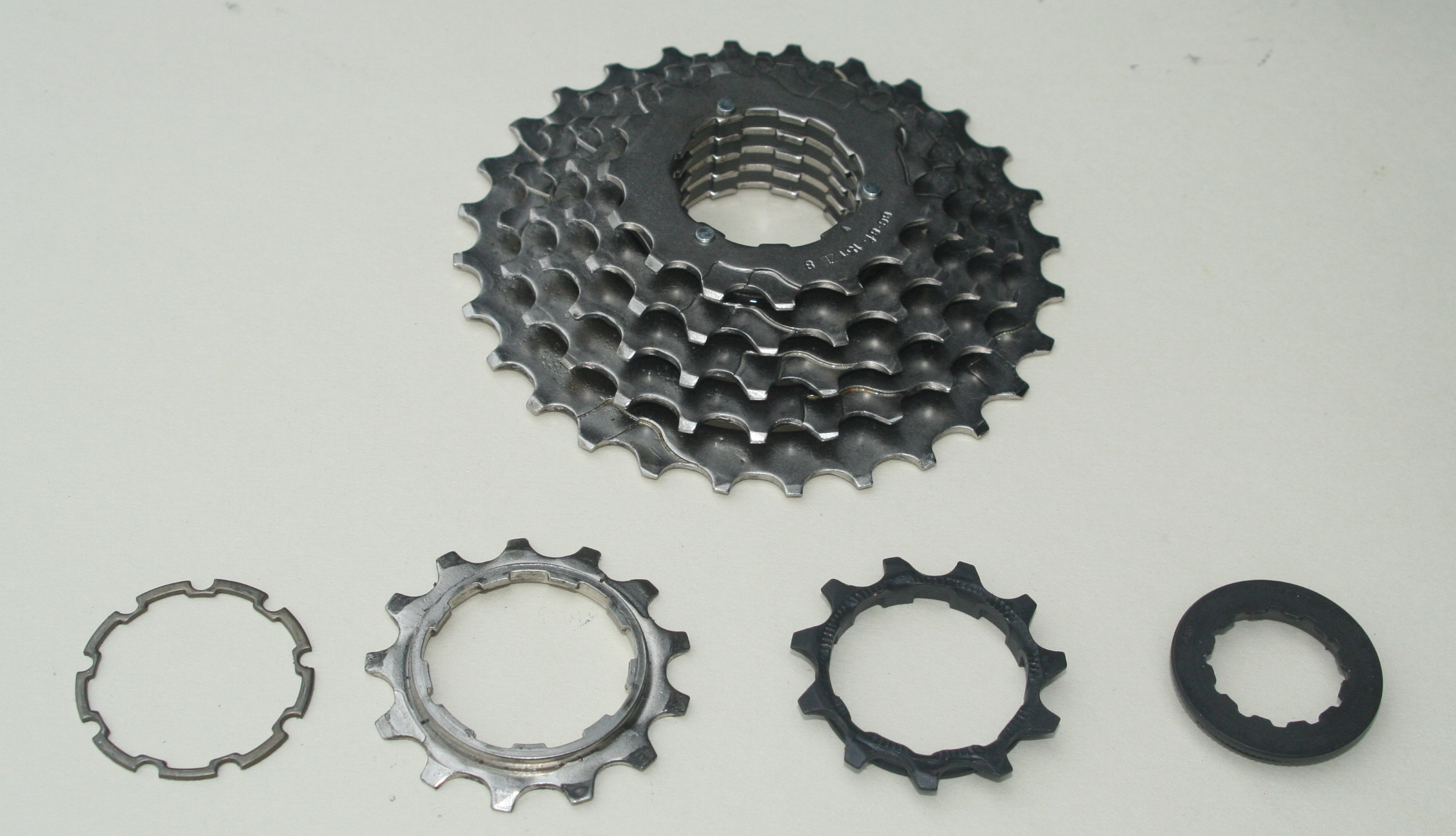
Losse cassette: het onderdeel rechtsbeneden is de sluitring van de cassette

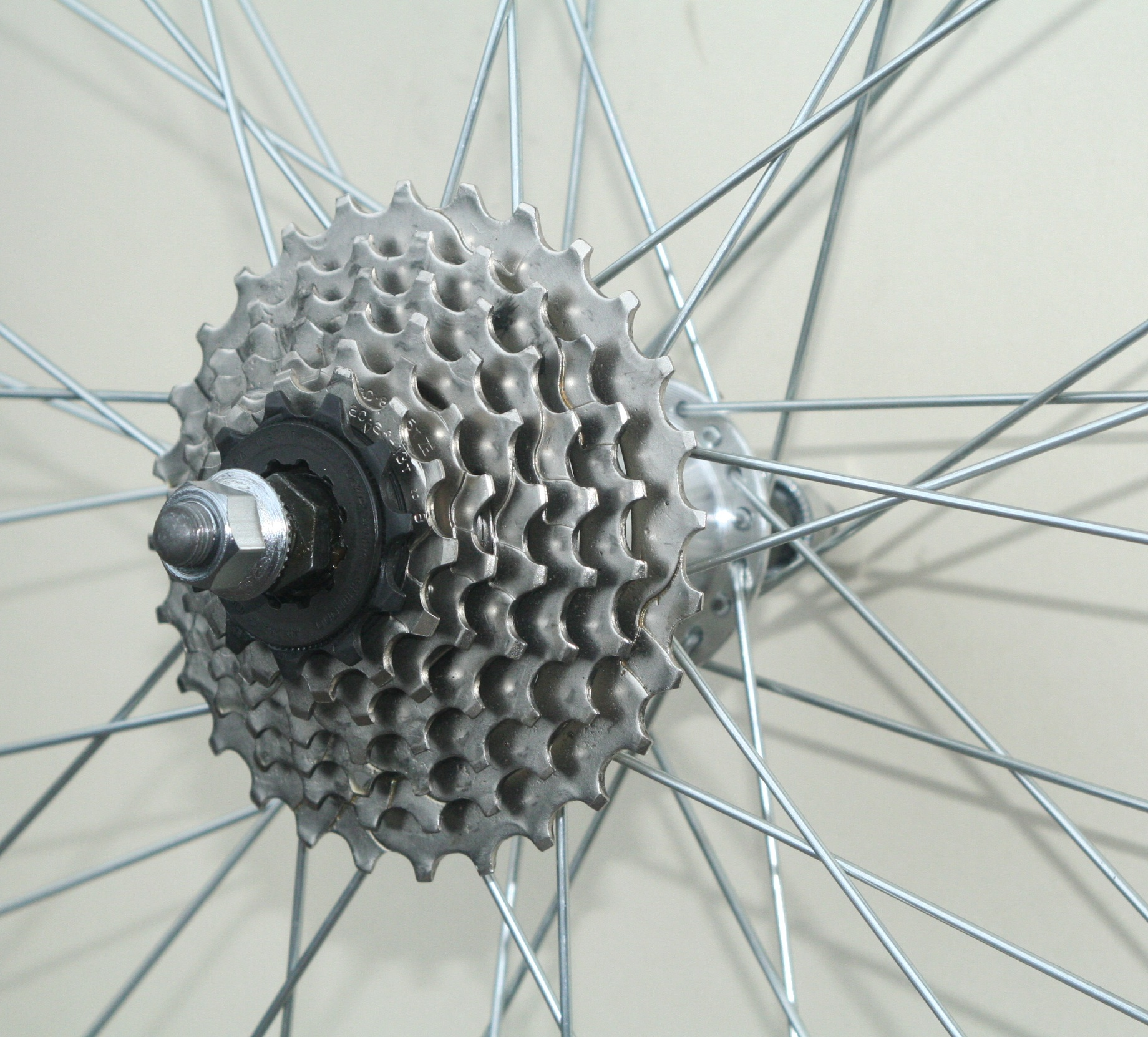
Gemonteerde cassette

Een sluitring is een fietsonderdeel waarmee de cassette of het kettingwiel is gemonteerd aan de naaf.
De sluitring is voorzien van schroefdraad. Voor montage en demontage van de sluitring is speciaal gereedschap nodig.